# Marnhull
Marnhull – wieś i civil parish w Anglii, w hrabstwie ceremonialnym Dorset, w dystrykcie (unitary authority) Dorset. Leży 31 km na północ od miasta Dorchester i 164 km na zachód od Londynu. W 2011 roku civil parish liczyła 1998 mieszkańców.